# أغوستين دياز
أغوستين دياز (بالإسبانية: Agustín Díaz)‏ (5 مايو 1988 بفيلا كارلوس باز في الأرجنتين - ) هو لاعب كرة قدم أرجنتيني في مركز مهاجم. لعب مع غودوي كروز وتاليريس كوردوبا.

## وصلات خارجية
- أغوستين دياز على موقع قاعدة بيانات كرة القدم.إي يو (الإنجليزية)
- أغوستين دياز على موقع Soccerway.com (الإنجليزية)